# Army of Darkness (комиксы)
Army of Darkness (рус. Армия Тьмы) — серия комиксов от издательств Dynamite Entertainment, Devil’s Due Publishing и Dark Horse Comics, основанная на трилогии фильмов Зловещие мертвецы и продолжающая приключения главного героя Эша Уильямса после событий заключительного фильма Армия тьмы. Серия также включает кроссоверы с персонажами других комиксов, фильмов, книг.

## Первые серии (Vol.1)

### Army of Darkness
Минисерия из трёх выпусков. Адаптация фильма «Армия тьмы», по сценарию Сэма Рэйми и Айвана Рэйми и с иллюстрациями Джона Болтона. Выпущена издательством Dark Horse в ноябре 1992-октябре 1993 года. Также была выпущена издательством Dynamite в 2006 году. Сюжет практически полностью повторяет сюжет фильма, добавляя лишь изменённую схватку с первым дедайтом в замке, альтернативную концовку с пост-апокалиптическим будущим и несколько сцен, вошедших только в расширенные версии фильма (в частности Эша, самолично отправляющегося к Генри Рыжему просить помощи в борьбе против армии тьмы).

### Ashes 2 Ashes
Минисерия из четырёх выпусков, написанная Энди Хартнеллом и проиллюстрированная Ником Брэдшоу. Выпущена в июле-октябре 2004 года. Действие стартует сразу же после концовки фильма Армия тьмы. Согласно сюжету, Эш возвращается в своё время раньше положенного срока, после чего оказывается вынужден найти и уничтожить Некрономикон, поиски которого приводят его в Египет.

### Shop till You Drop Dead
Минисерия из четырёх выпусков, написанная Джеймсом Кухоричем и проиллюстрированная Ником Брэдшоу и Сэнфордом Грином. Выпущена в январе-июле 2005 года. Действие стартует по окончании Ashes 2 Ashes. В ходе борьбы с дедайтами, захватившими S-Mart, Эш оказывается в XXVI веке, где умудряется освободить кибер-версию армии тьмы.

### Army of Darkness vs. Re-Animator #1-4
Минисерия из четырёх выпусков, написанная Джеймсом Кухоричем и проиллюстрированная Сэнфордом Грином и Ником Брэдшоу. Выпущена в сентябре 2005-феврале 2006. Кроссовер с участием доктора Герберта Уэста, персонажа рассказа Говарда Лавкрафта «Герберт Уэст — реаниматор», наиболее известного по фильму Реаниматор и продолжениям к нему. Сюжет стартует по окончании Ashes 2 Ashes. Эш оказывается пациентом психиатрической клиники Аркхэм, где противостоит Уэсту, оживляющему мертвецов, а также профессору Уэйтли, задумавшему с помощью Некрономикона призвать в мир древнее божество.

### Old School #5-7
Минисерия из трёх выпусков, написанная Джеймсом Кухоричем и проиллюстрированная Кевином Шарпом. Выпущена в мае-июне 2006 года. Действие стартует по окончании Army of Darkness vs. Re-Animator. Эш возвращается в лесную хижину в надежде узнать о судьбе Шейлы и найти первичную нить, связывающую дедайтов с миром людей.

### Ash vs. Dracula (Ash vs. the Classic Monsters) #8-11
Эш пытается уничтожить классических монстров, оживлённых Некрономиконом: Дракулу, монстра Франкенштейна, Человека-Волка и Мумию.

### The Death of Ash #12-13
Сюжет стартует по окончании Ash vs. Dracula и является прологом к Marvel Zombies vs. The Army of Darkness.

## Вторые серии (Vol.2)

### From The Ashes #1-4
Минисерия, рассказывающая о противостоянии Эша и Плохого Эша Прайма в постапокалиптическом мире.

### The Long Road Home #5-8
После победы Эша над Плохим Эшем Праймом, герой вместе с Шейлой отправляется исправлять ущерб, нанесённый Некрономиконом всему миру.

### Home Sweet Hell #9-12
Эша, утратившего память и статус «Избранного», ожидает новое сражение с демонами. Сценаристы — Джеймс Кухорик и Майк Райт.

### Montezuma’s Revenge #18
Против своей воли Эш оказывается в Мексике, где вынужден противостоять разбушевавшемуся божеству.

### Untitled Storyline (Georgia) #19
Специальный выпуск, написанный Майком Райтом и проиллюстрированный Пабло Маркосом, перезапускает историю жизни Эша и готовит его к следующему захватывающему путешествию — Эш влюбляется в девушку по имени Джорджия и вскоре с ужасом узнаёт, что она — кровожадный демон.

### Ashley J. Williams Goes To Europe #20-21
В Европе Эш встречает оборотня по имени Брэд, Избранного, от которого узнаёт, что в мире есть много Избранных, защищающих различные территории по всему миру. Кроме того, Эш узнаёт, что и до него Избранных одолевали Пророки Ада, ставшие виновниками многочисленных катастроф. Противостояла Пророкам таинственная организация, называемая Лигой Света.

### Ash & The League Of Light #22-27
Эш странствует по различным уголкам мира, чтобы собрать в свою команду таких же избранных, как и он, для битвы с вселившимся в него Пророком Ада. Однако он даже не подозревает, что этим самые люди, согласно пророчеству, должны убить его.

## Другие комиксы

### Tales Of Army Of Darkness
48-страничный ежегодный выпуск, включающий в себя пять историй от различных сценаристов и художников.

### Army Of Darkness: Sketchbook
Скетчбук, изданный Devils Due Publishing.

### The Evil Dead (#1-4)
Комикс в точности повторяют сюжет первой серии «Зловещих мертвецов» Сценарий к комиксу написал Марк Верхейден (Mark Verheiden), рисунок выполнил Джон Болтон (John Bolton) Комикс выпустила студия «Dark horse» в 2008 году.

### Ash’s Christmas Horror
Отдельный новогодний выпуск (one-shot), написанный Джеймсом Кухоричем и проиллюстрированный Дэйвом Симмонсом. Выпущен в феврале 2009 года. Эшу, повышенному до должности менеджера за защиту посетителей S-Mart от очередного нападения дедайтов, начальство предлагает сыграть роль магазинного Санта Клауса на время рождественских праздников. Тот, не разделяя всеобщих восторгов по поводу этого праздника, категорически отказывается, и тогда трое духов решают раскрыть для Эша смысл Рождества.

## Кроссоверы

### Army Of Darkness vs. Re-Animator (#1-4)
Хотя этот комикс и считается кроссовером, он является неотъемлемой частью основного сюжета серии.

### Marvel Zombies vs. The Army Of Darkness (#1-5)
Минисерия из пяти выпусков, повествующая о приключениях Эша во вселенной Marvel Zombies, а точнее в мире Earth-818793 Мультивселенной Marvel Comics.

### Darkman vs. Army Of Darkness (#1-4)
Кроссовер с участием другого персонажа Сэма Рэйми — Человека Тьмы, известного по одноимённому фильму. Сценарий Роджера Стерна и Курта Бусьека, иллюстрации Джеймса Фрая.

### Freddy vs. Jason vs. Ash (#1-6)
Сиквел к фильму «Фредди против Джейсона» никогда не выпускался, но издательства Wildstorm Comics and Dynamite объявили, что представят историю минисерии нарочито в комической форме.

### Freddy vs. Jason vs. Ash: The Nightmare Warriors (#1-6)
История стартует по окончании Freddy vs. Jason vs. Ash и включает в себя камео известных персонажей из серий фильмов «Пятница, 13-е» и «Кошмар на улице Вязов».

### Army Of Darkness/Xena: Why Not? (#1-4)
Эш отправляется в измерение Зены, королевы воинов, чтобы помешать мини-версиям самого себя разрушить мир.

### Army Of Darkness/Xena: What, Again? (#1-4)
Кроссовер к серии комиксов Xena: Warrior Princess, написанный Джоном Лейманом и проиллюстрированный Мигелем Монтенегро.

### Army Of Darkness: Ash Saves Obama (#1-4)
Согласно заявлению автора Эллиота Серрано, это не только комментарий относительно многих других комиксов с участием Барака Обамы, но также и «всех других тенденций, которые произошли в комиксах за десятилетия.»

## Коллекционные издания
Различные истории и ограниченные серии были собраны в издании с твердым переплетом.
Издательство Dynamite также выпустила свои комиксы в виде полного собрания сочинений:
- Omnibus Volume 1 (собрание первых 18 выпусков включая адаптацию фильма, 300 страниц, выпущено в 2010 году, ISBN 1-60690-100-1)